# Mikael Salomon
Mikael Salomon (24 de febrero de 1945) es un director de película, productor y director de fotografía danés. Tras una larga carrera cinematográfica en el cine danés, fue fichado por la industria cinematográfica de Hollywood en los ochenta y ha sido altamente prolífico allí. Ha sido nominado al Oscar dos veces.
Los créditos de Salomon incluyen ser director de fotografía para El abismo y Backdraft, así como ser codirector de la serie de HBO sobre la Segunda Guerra Mundial Hermanos de sangre, en 2001.

## Créditos de director

### Películas
- A Far Off-Place (1993)
- Hard Rain (1998)

### Vídeo
- Congelador (2014, DVD)

### Series televisivas y películas
- Space Rangers (1993)
- Nash Bridges (1996–2001)
- Aftershock: Terremoto en Nueva York (1999, miniserie)
- Sole Survivor (2000, película televisiva)
- El fugitivo (2000–2001)
- A Glimpse of Hell (2001, telefilm)
- Band of Brothers (Hermanos de sangre) (2001, miniserie)
- Alias (2001–2006)
- The Agency (2001)
- Young Arthur (2002, piloto)
- Benedict Arnold: A Question of Honor (2003, telefilm)
- Salem's Lot (2004, miniserie)
- The Grid (2004, miniserie)
- Allí (2005)
- Roma (2005–2007)
- Nightmares & Dreamscapes: From the Stories of Stephen King (2006, miniserie)
- Fallen (2006, telefilm)
- Runaway (2006, serie de televisión)
- The Company (2007, miniserie)
- La amenaza de Andrímeda (2008, miniserie)
- Flirting with Forty (2008, telefilm)
- Natalee Holloway (2009, telefilm)
- Who Is Clark Rockefeller? (2010, telefilm)
- The Lost Future (2010, telefilm)
- Blue Lagoon: The Awakening (2012, telefilm)
- Coma (2012, miniserie)
- Big Driver (2014, telefilm)

## Director de fotografía
- El abismo (1989)
- Always (1989)
- Arachnophobia (1990)
- Backdraft (1991)
- A Far Off Place (1992)

## Premios y distinciones
Premios Óscar
| Año  | Categoría                | Película   | Resultado |
| ---- | ------------------------ | ---------- | --------- |
| 1990 | Mejor fotografía         | The Abyss  | Nominado  |
| 1992 | Mejores efectos visuales | Llamaradas | Nominado  |